# All-Star Game de la ABA 1973

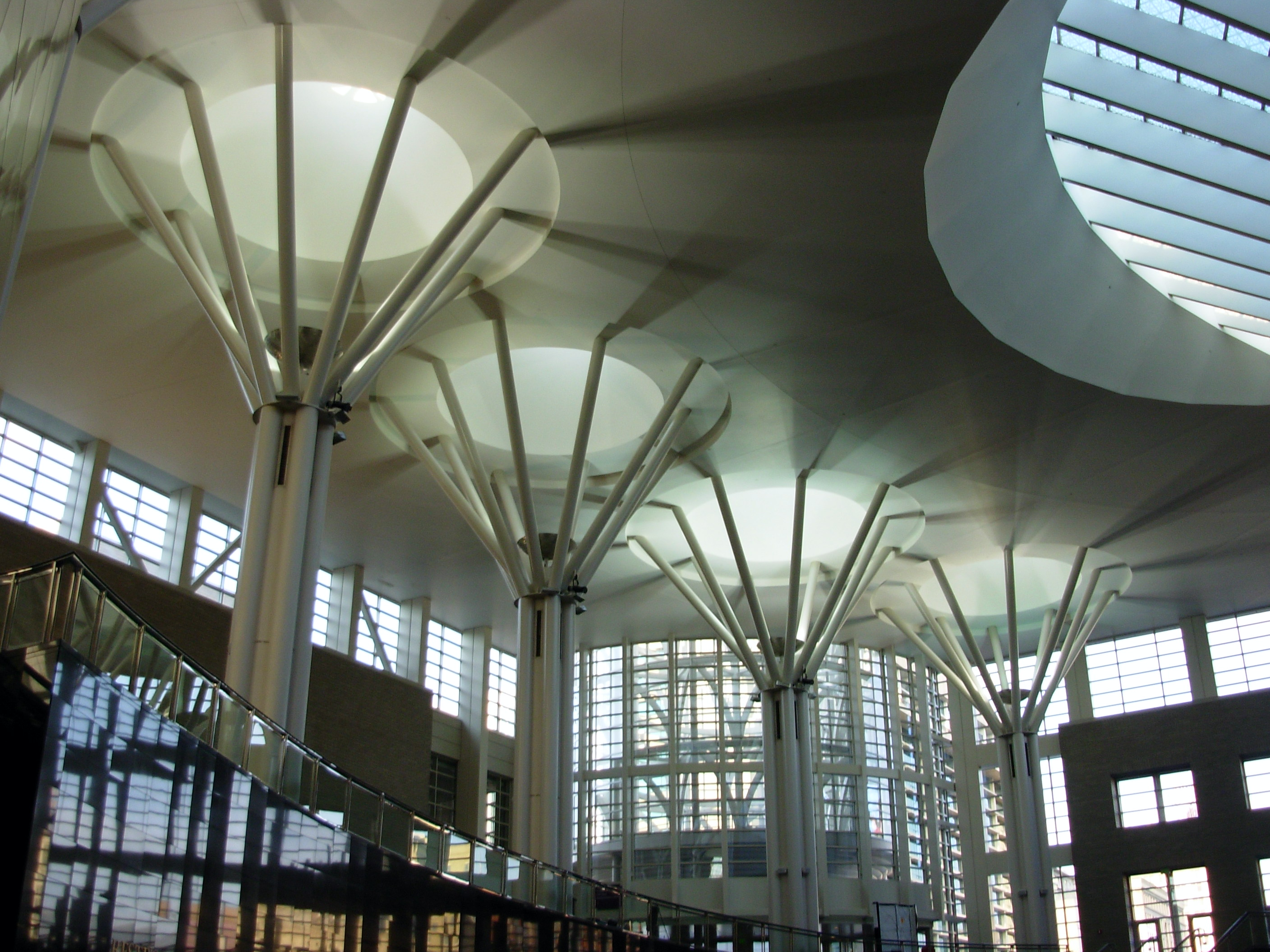
Interior del Salt Palace de Salt Lake City, escenario del partido.

El sexto  All-Star Game de la ABA de la historia se disputó el día 6 de febrero de 1973 en el Salt Palace de la ciudad de Salt Lake City, Utah. El equipo de la Conferencia Este estuvo dirigido por Larry Brown, entrenador de Carolina Cougars y el de la Conferencia Oeste por LaDell Andersen, de Utah Stars. La victoria correspondió al equipo del Oeste, por 123-111, siendo elegido MVP del All-Star Game de la ABA el base de los Denver Rockets Warren Jabali, que consiguió 16 puntos y 7 asistencias. El partido fue seguido en directo por 12.556 espectadores.

## Estadísticas

### Conferencia Oeste
| CONFERENCIA OESTE          |                         |     |     |     |     |     |     |     |     |     |     |     |    |     |
| Jugador                    | Equipo                  | MIN | TCA | TCI | 3PA | 3PI | TLA | TLI | REB | AST | ROB | TAP | FP | PTS |
| Willie Wise                | Utah Stars              | 37  | 11  | 20  | 0   | 0   | 4   | 4   | 6   | 4   | 0   | 0   | 3  | 26  |
| Jimmy Jones                | Utah Stars              | 36  | 6   | 10  | 0   | 2   | 2   | 2   | 5   | 4   | 1   | 0   | 2  | 14  |
| George McGinnis            | Indiana Pacers          | 34  | 10  | 15  | 0   | 1   | 3   | 6   | 15  | 2   | 1   | 1   | 5  | 23  |
| Mel Daniels                | Indiana Pacers          | 33  | 8   | 19  | 0   | 0   | 9   | 12  | 11  | 1   | 0   | 2   | 3  | 25  |
| Warren Jabali              | Denver Rockets          | 31  | 7   | 12  | 1   | 1   | 1   | 3   | 4   | 7   | 3   | 0   | 2  | 16  |
| Chuck Williams             | San Diego Conquistadors | 16  | 2   | 3   | 0   | 0   | 1   | 3   | 0   | 2   | 0   | 0   | 2  | 5   |
| Zelmo Beaty                | Utah Stars              | 15  | 3   | 6   | 0   | 0   | 0   | 0   | 4   | 1   | 1   | 2   | 1  | 6   |
| Rich Jones                 | Dallas Chaparrals       | 14  | 0   | 8   | 0   | 0   | 0   | 0   | 4   | 1   | 0   | 0   | 1  | 0   |
| Ralph Simpson              | Denver Rockets          | 13  | 2   | 6   | 0   | 0   | 2   | 3   | 3   | 2   | 1   | 0   | 1  | 6   |
| Stew Johnson               | San Diego Conquistadors | 11  | 1   | 3   | 0   | 0   | 0   | 0   | 1   | 0   | 0   | 0   | 2  | 2   |
| Total                      |                         | 240 | 50  | 102 | 1   | 4   | 22  | 33  | 53  | 24  | 7   | 5   | 22 | 123 |
| Entrenador LaDell Andersen | Utah Stars              |     |     |     |     |     |     |     |     |     |     |     |    |     |

MIN: Minutos. TCA: Tiros de campo anotados. TCI: Tiros de campo intentados. 3PA: Tiros de 3 puntos anotados. 3PI: Tiros de 3 puntos intentados. TLA: Tiros libres anotados. TLI: Tiros libres intentados. REB: Rebotes. AST: Asistencias.ROB: Robos de balón. TAP: Tapones. FP: Faltas personales. PTS: Puntos

### Conferencia Este
| CONFERENCIA ESTE       |                   |     |     |     |     |     |     |     |     |     |     |     |    |     |
| Jugador                | Equipo            | MIN | TCA | TCI | 3PA | 3PI | TLA | TLI | REB | AST | ROB | TAP | FP | PTS |
| Artis Gilmore          | Kentucky Colonels | 31  | 3   | 8   | 0   | 0   | 4   | 8   | 16  | 0   | 0   | 2   | 5  | 10  |
| Julius Erving          | Virginia Squires  | 30  | 8   | 16  | 0   | 0   | 6   | 8   | 5   | 1   | 0   | 1   | 4  | 22  |
| Dan Issel              | Kentucky Colonels | 29  | 6   | 14  | 0   | 0   | 2   | 2   | 7   | 4   | 0   | 0   | 0  | 14  |
| Bill Melchionni        | New York Nets     | 24  | 1   | 6   | 0   | 0   | 2   | 2   | 8   | 2   | 1   | 0   | 1  | 4   |
| Mack Calvin            | Carolina Cougars  | 23  | 3   | 8   | 0   | 0   | 7   | 7   | 2   | 8   | 1   | 0   | 5  | 13  |
| Louie Dampier          | Kentucky Colonels | 23  | 5   | 13  | 0   | 1   | 0   | 0   | 1   | 0   | 0   | 0   | 3  | 10  |
| Joe Caldwell           | Carolina Cougars  | 23  | 3   | 5   | 0   | 0   | 1   | 1   | 5   | 2   | 1   | 1   | 2  | 7   |
| George Thompson        | Memphis Tams      | 22  | 4   | 10  | 0   | 0   | 2   | 2   | 1   | 0   | 0   | 0   | 1  | 10  |
| Billy Cunningham       | Carolina Cougars  | 20  | 9   | 12  | 0   | 1   | 0   | 0   | 6   | 4   | 1   | 0   | 6  | 18  |
| Billy Paultz           | New York Nets     | 15  | 1   | 3   | 0   | 0   | 1   | 1   | 5   | 3   | 0   | 0   | 2  | 3   |
| Total                  |                   | 240 | 43  | 95  | 0   | 2   | 25  | 31  | 56  | 24  | 4   | 4   | 29 | 111 |
| Entrenador Larry Brown | Carolina Cougars  |     |     |     |     |     |     |     |     |     |     |     |    |     |

MIN: Minutos. TCA: Tiros de campo anotados. TCI: Tiros de campo intentados. 3PA: Tiros de 3 puntos anotados. 3PI: Tiros de 3 puntos intentados. TLA: Tiros libres anotados. TLI: Tiros libres intentados. REB: Rebotes. AST: Asistencias.ROB: Robos de balón. TAP: Tapones. FP: Faltas personales. PTS: Puntos